# Bronisław Włodarski
Bronisław Włodarski (ur. 2 listopada 1895 w Tarnopolu, zm. 9 kwietnia 1974 w Gdyni) – polski historyk, specjalizujący się w historii średniowiecznej Polski i powszechnej oraz naukach pomocniczych historii.

## Życiorys
W 1913 roku ukończył siódmą klasę II Gimnazjum z językiem wykładowym polskim w Tarnopolu. Maturę (z wyróżnieniem) zdał 13 czerwca 1914 roku. W 1917 roku rozpoczął studia na Wydziale Filozoficznym Uniwersytecie Jana Kazimierza, 13 października 1923 roku uzyskał stopień dra filozofii. Tematem rozprawy doktorskiej była Polityka ruska Leszka Białego (1195–1227), napisana pod kierunkiem prof. Stanisława Zakrzewskiego.
W latach 20. pracował jako nauczyciel w Państwowym Gimnazjum VIII we Lwowie. Od 1931 roku pracował w Państwowym Gimnazjum VI im. Stanisława Staszica we Lwowie. Pracował w nim do 1945 roku (w latach 1939–1941 jako dyrektor).
W latach 1927–1928 przebywał na stypendium rządu czechosłowackiego na Uniwersytecie Karola w Pradze u Václava Novotnego. W latach 1932–1933 przebywał we Włoszech, gdzie studiował archiwa watykańskie. 14 września 1934 roku złożył rozprawę habilitacyjną Polska i Czechy w II poł. XIII i początkach XIV w..
Po wkroczeniu Niemców do Lwowa w 1941 roku, zaangażował się w tajne nauczanie. Do 31 sierpnia 1944 roku koordynował działalność lwowskich tajnych szkół średnich. Ponadto pracował fizycznie na plantacjach miejskich.
Po wojnie trafił do Torunia, gdzie pod koniec września 1945 zatrudnił się na organizowanym Uniwersytecie Mikołaja Kopernika (UMK). 22 maja 1946 roku otrzymał stanowisko profesora nadzwyczajnego, a 30 maja 1957 tytuł profesora zwyczajnego. W latach 1945–1953 pracował też w Wyższej Szkoły Pedagogicznej w Gdańsku.
W latach 1948–1950 pełnił funkcję prodziekana, a od 1950 do 1952 roku dziekana Wydziału Humanistycznego UMK. W 1950 roku organizował Zespół Katedr Historii, którego kierownikiem został 1 września 1952 roku. Po przekształceniu Zespołu Katedr Historii w Instytut Historii piastował stanowisko jego dyrektora w latach 1957–1959 i 1963–1966. W 1959 roku pełnił funkcję prorektora UMK ds. nauczania.
Wśród licznych odznaczeń nadanych Bronisławowi Włodarskiemu są Krzyż Oficerski i Krzyż Komandorski Orderu Odrodzenia Polski.
W 1966 roku przeszedł na emeryturę. Zmarł w 1974 roku w Gdyni, ale pochowany został na Cmentarzu św. Jerzego w Toruniu.

## Wybrane publikacje
(na podstawie materiału źródłowego)
- O udziale Polski w wyprawie krzyżowej Andrzeja II w 1217 roku („Kwartalnik Historyczny”, 1924)
- Przegląd literatury o stosunkach polsko-czeskich za ostatnich Przemyślidów („Kwartalnik Historyczny”, 1928)
- Rzekomy dokument Świętopełka pomorskiego z 1180 („Rocznik Historyczny”, Poznań 1929)
- Udział Zakonu krzyżackiego w walkach Przemyślidów o Polskę (Pamiętnik V Powszechnego Zjazdu Historyków Polskich w Warszawie, t. 2, 1931)
- Wołyń pod rządami Rurykowiczów („Rocznik Wołyński”, 1932)
- Polityka Jana Luksemburczyka wobec Polski za czasów Władysława Łokietka („Archiwum Towarzystwa Naukowego we Lwowie”, 1933)
- Udział książąt śląskich w wyprawie cesarza Karola V po koronę cesarską do Rzymu w 1355 roku (druk w księdze pamiątkowej ku czci prof. S. Zakrzewskiego, Lwów 1933)
- Pierwsze trudności Luksemburczyków w Czechach („Archiwum Towarzystwa Naukowego we Lwowie”, 1935)
- Rola Konrada Mazowieckiego w stosunkach polsko-ruskich („Archiwum Towarzystwa Naukowego we Lwowie”, 1936)
- Alians rusko-mazowiecki z drugiej połowy XIII w. (Księga ku czci prof. S. Kutrzeby, 1938)
- Studium z dziejów stosunków polsko-litewsko-krzyżackich, mianowicie o Wacławie płockim (1950)
- Mały słownik historyczny (wraz z S. Hoszowskim, 1950)
- Między Polską, Litwą a Zakonem Krzyżackim („Zapiski Towarzystwa Naukowego w Toruniu”, t. 26, 1951)
- Chronologia polska (1957, redakcja pracy zbiorowej)
- Salomea królowa halicka. Karta z dziejów sprowadzenia zakonu Klarysek do Polski („Nasza Przeszłość”, t. 5, 1957)
- Rywalizacja o ziemie pruskie w poł. XIII w. („Rocznik Towarzystwa Naukowego w Toruniu”, r. 61, 1958)
- Problem jaćwiński w stosunkach polsko-ruskich („Zapiski Historyczne”, t. 24, 1959)
- Stanowisko Rusi halicko-wołyńskiej wobec akcji zjednoczeniowej Władysława Łokietka i jego powiązania z utratą Pomorza Gdańskiego („Zapiski Historyczne”, t. 27, 1962)
- Udział Rusi halicko-włodzimierskiej w walce książąt Mazowieckich w drugiej poł. XIII w. („Wieki Średnie”, 1962)
- Polska i Ruś: 1194–1340 (1966)
- Ruś w planach politycznych Bolesława Krzywoustego („Zeszyty Uniwersytetu Mikołaja Kopernika. Nauki Humanistyczno-Społeczne”, z. 20, Historia 2, 1966)
- Polityczna rola biskupów krakowskich w XIII wieku' („Nasza Przeszłość”, t. 27, 1967)
- Świętopełek i Mściwoj II („Zapiski Historyczne”, t. 33, z. 3, 1968)
- Sąsiedztwo polsko-ruskie w czasach Kazimierza Sprawiedliwego („Kwartalnik Historyczny”, z. 1, 1969)
- Sojusz dwóch seniorów („Prace Wydziału Filozoficzno-Historycznego Uniwersytetu Adama Mickiewicza”, Historia 36, 1970)
- Polityczne plany Konrada I księcia mazowieckiego („Rocznik Towarzystwa Naukowego w Toruniu”, r. 76, 1971)

Ponadto Włodarski pracował nad reedycją III tomu Bibliografii Historii Polski prof. Ludwika Finkla. Reedycja nie została wydana.